# Rachowiec
Rachowiec (954 m n.p.m.) ist ein Berg im Massiv der Wielka Racza in den Saybuscher Beskiden (poln. Beskid Żywiecki) einem Gebirge in den Äußeren Westkarpaten. Erreichbar ist er über den Wanderweg von Sól oder Zwardoń.